# Macoma obliqua
Macoma obliqua är en musselart som först beskrevs av James Sowerby mycologist 1817.  Macoma obliqua ingår i släktet Macoma och familjen Tellinidae. Inga underarter finns listade i Catalogue of Life.